# Comisión Federal de Vigilancia Electoral
La Comisión Federal de Vigilancia Electoral (CFVE) fue un órgano dependiente de la Secretaría de Gobernación de México encargado, desde su creación en 1946 y hasta 1951, cuando fue reemplazado por la Comisión Federal Electoral, de la observancia de los procesos electorales federales del país —elección del presidente de la República y los miembros del Congreso de la Unión—.

## Antecedentes
La Ley para la Elección de Poderes Federales del 2 de julio de 1918 fue la primera «de importancia que tuvo el país». Arreola Ayala (2008) señala que en ella se otorgó a los presidentes municipales la facultad de organizar y vigilar las elecciones. Prontamente, ellos «se convirtieron en el poder electoral». En palabras de Garrido (2005), «dejaba el control absoluto del proceso electoral a las autoridades, y en particular a las autoridades municipales». Estas últimas eran las encargadas de conformar las listas electorales, demarcar los distritos electorales y decidir la ubicación de las casillas.
Asimismo, se establecía la creación de tres clases de consejos: Listas Electorales, Distritos Electorales y Municipales, y otorgaba el voto a todos los hombres casados mayores de 18 años, o 21 años en los solteros. Los Consejos de Listas Electorales estuvieron integrados por nueve miembros sorteados de entre aquellos propuestos por el Ayuntamiento. A su trabajo se sumaban los Consejos de Distritos Electorales, formados por los presidentes municipales de los municipios de ese distrito, por sus opositores en los comicios previos y por ciudadanos insaculados sin cargos oficiales.
Los trabajos de los munícipes también incluían la publicación de las listas electorales, la impresión de credenciales de elector y boletas electorales, además del registro de representantes partidistas y la designación de los «instaladores de casillas y auxiliares». No había autoridades electorales a nivel federal, únicamente el Colegio Electoral Federal, establecido para validar las elecciones a diputados y presidente. Esta ley estuvo vigente por 28 años, a lo largo de cuales sufrió algunas reformas, modificaciones y adiciones.

## Historia
La Comisión Federal de Vigilancia Electoral se creó por medio de la Ley Electoral Federal decretada por el presidente Manuel Ávila Camacho el 31 de diciembre de 1945 y publicada en el Diario Oficial de la Federación (DOF) el 7 de enero siguiente. En su sexto artículo, la legislación establecía que la «vigilancia del proceso electoral en la elección de los Poderes Legislativo y Ejecutivo de la Unión, se efectuará a través de una Comisión Federal de Vigilancia Electoral», cuya sede se estableció en la Ciudad de México. La ley creó el que sería el primer órgano electoral mexicano y responsabilizó al gobierno federal de la preparación, vigilancia y desarrollo de los procesos electorales.
Aguado Herrera (2012) coincide al señalar que esta es «la primera ley electoral de carácter federal, en la que se establece que la preparación, desarrollo y vigilancia del proceso electoral es una función del Gobierno Federal». Ávila Camacho justificó la creación del CFVE asegurando que los ayuntamientos estaban sometidos «a la influencia partidista» o «a insinuaciones de funcionarios que puedan estar interesados en la contienda electoral».
Sin embargo, esta comisión fue reemplazada por la Comisión Federal Electoral —creada con la Ley Electoral Federal, publicada en el DOF el 4 de diciembre de 1951—, que «acaparó más atribuciones que su antecesora[,] se acentuó el control que sobre ella tenía el gobierno» y cambió su conformación. En la Exposición de Motivos de la Iniciativa de Ley se proponía que «la Comisión Federal de Vigilancia Electoral cambie su denominación por la de «Comisión Federal Electoral», puesto que sus funciones no se limitarán a las de vigilancia, que ha tenido encomendadas, [...]».

## Características
El séptimo artículo de la ley electoral establecía que la comisión estaba integrada por el secretario de Gobernación —y que además presidía el órgano—, otro miembro del gabinete, un senador, un diputado y dos comisionados de partidos nacionales. A los anteriores se sumaba el notario público más antiguo de los autorizados en la Ciudad de México, como secretario de la comisión. Su creación supuso el fin de la descentralización de los procesos electorales y otorgó expresamente al poder ejecutivo la facultad de intervenir en ellos, ayudando a consolidar el poder presidencial. Igualmente, la legislación supuso la creación del Consejo del Padrón Electoral, un órgano técnico dependiente del CFVE, encargado de la distritación y del padrón electoral y conformado por los directores generales de estadística, población y correos.
Sobre la CFVE, Ayala López (2015) apunta que «organizó, coordinó y vigiló el cumplimiento exacto y diligente de la ley electoral». Por otra parte, destaca que fue hasta 1977 cuando sucedería una «modificación política-electoral tan profunda convertida en instrumento de predominio del régimen, en el que la federalización electoral y [...] la CFVE, estuvo basada en la idea de controlar, centralizar y restringir la vida partidaria y electoral del país [...]». De acuerdo con la Ley Electoral Federal, en su artículo 8, algunas de las funciones de la CFVE eran:
- I. Expedir el Reglamento para su propio funcionamiento.
- III. Informar a la Comisión Instaladora, o a los secretarios de las juntas preparatorias o de las Cámaras del Congreso de la Unión sobre los puntos que estime conveniente o le fueren solicitados.
- VIII. Recabar [...] las informaciones que estimen necesarias para el esclarecimiento de hechos relacionados con el proceso electoral o para la resolución de reclamaciones presentadas por los ciudadanos a los partidos políticos.
- IX- Investigar por los medios legales que estimen pertinentes cualquier acto relacionado con el proceso electoral.

El Consejo del Padrón Electoral debía entregar las listas electorales y el padrón, clasificado por estado, municipio y localidad, a la CFVE para que se distribuyera a los organismos electores correspondientes. Asimismo, le correspondía expedir y entregar las credenciales de elector. Aunque dependía de la comisión, gozaba de autonomía administrativa.